# Henri Aldebert
Henri Eugène Aldebert (Parigi, 8 agosto 1880 – Parigi, 24 aprile 1961) è stato un giocatore di curling e bobbista francese.

## Biografia
Henri Aldebert  fu uno dei membri fondatori della Federazione internazionale di bob e toboga (FIBT) il 23 novembre 1923.
Partecipò ai I Giochi olimpici invernali disputati a Chamonix (Francia) nel 1924.
Nella gara del bob a quattro si piazzò al quarto posto.
Fu altresì iscritto al torneo olimpico di curling nella squadra francese di curling con i connazionali Georges André, Henri Cournollet, Armand Bénédic e Pierre Canivet. La Francia giunse al terzo posto, ma essendo uno sport dimostrativo, non vennero assegnati riconoscimenti all'epoca. Nel 2006 il CIO ha riconosciuto le gare di curling del 1924 come parte ufficiale dei Giochi invernali e ha assegnato postumo a Henri Aldebert la medaglia di bronzo, pur senza aver  giocato alcun incontro.